# Airfield
Airfield ist ein österreichisches Modelabel. Es ist ein eingetragenes Markenzeichen der Walter Moser GmbH mit Sitz im österreichischen Seewalchen am Attersee.

## Geschichte der Walter Moser GmbH
Der Schneidermeister Franz Moser gründete 1937 eine Maßschneiderei und kreierte im Laufe der Jahre eigene Kollektionen vor allem für Kinder. Im Jahr 1967 folgte die Gründung der Franz Moser OHG sowie 1983 die Gründung der schweizerischen Bitu AG Schweiz, die später in Walter Moser AG umbenannt wurde. Eine Zweigniederlassung in Freilassing erfolgte 1984. Walter Moser, der bereits 1955 in den Schneidereibetrieb seines Vaters eingetreten war, und sein Bruder Kurt Moser übernahmen 1988 die Geschäftsanteile ihrer Eltern. Seit 2005 führt Walter Moser die Unternehmensgruppe mit seinem Sohn Walter Moser junior. Die Unternehmensgruppe gehört „in der Bekleidungsbranche zu den führenden Betrieben Österreichs“ und zum größten „größten industriellen D[amen]O[ber]-Bekleidungsbetrieb des Landes“. Bekanntestes Label der Unternehmensgruppe ist die Marke Airfield; Moser vertreibt zudem Kinderbekleidung unter der Marke Airfield Young Generation sowie Kinder-Skibekleidung unter der Marke Ex10.

## Modelabel
Das Modelabel wurde zunächst 1981 unter dem Namen Air gegründet, wobei zunächst Outdoor-Jacken für Frauen und Männer produziert wurden. Im Jahr 1995 erfolgte die Neueinführung der Marke unter dem Namen Airfield, wobei ausschließlich Damenoberbekleidung produziert wurde. Die erste Kollektion unter diesem Namen wurde 1995 präsentiert und hieß For Ladies only!
Nach Angaben des Handelsblatts im Jahr 2009 habe das Unternehmen mit dem Label Airfield im Bereich der Damenmode „ein neues Modesegment erfunden“ und sich so als Familienunternehmen in den Top Ten der internationalen Modemarken etabliert. Es spezialisiere sich im Bereich des Premium Sportiv für Damen mittleren Alters mit eher hochpreisiger, aber sportlicher Mode. Airfield gilt als exklusive Damenmode und eine Luxusmarke, deren Markenzeichen „ungewöhnlicher Sportswear-Chic mit innovativen Stilbrüchen“ sei, so die Elle. Airfield sei „bekannt für ihre kühnen Kombinationen, Farben und Dessins“, schrieb die Rheinische Post. Mit Airfield rangiert Moser unter den Top-5-Marken im Damenoberbekleidungsbereich.
Airfield-Kollektionen sind auf internationalen Modeschauen zu sehen, darunter auf der Berlin Fashion Week. Von 2006 bis 2008 war Claudia Schiffer das Werbegesicht des Labels, was zu einem Anstieg der Verkäufe vor allem im russischen und arabischen Raum führte. Für Aufmerksamkeit sorgte auch die Verpflichtung von Hollywood Star Sharon Stone, die von 2014 bis 2016 das internationale Werbegesicht der Marke war. Unter dem Slogan „Super women for AIRFIELD“ engagierte das österreichische Premiumlabel weitere internationale Größen wie Carmen Dell Orefice (das erste Covergirl der Vogue) sowie Supermodel Helena Christensen.

## Vertrieb
Erste Airfield-Läden in Deutschland eröffneten 2007. Im Jahr 2010 wurde Airfield-Mode in zehn sogenannten Flagshipstores in Deutschland und Österreich, sowie acht Monolabelstores weltweit und drei Outlets vertrieben, im Jahr 2012 hatte sich die Zahl auf zehn Flagshipstores, zehn Monolabelstores und fünf Outlets erhöht. Aktuell (Stand September 2014) wird Airfield über zehn Flagshipstores, zwölf Monolabelstores und fünf Outlets verkauft. Seit 2011 wird Airfield-Mode auch über einen Online-Shop vertrieben. Zudem existieren Airfield-Showrooms in zahlreichen europäischen Hauptstädten sowie Shop-in-Shops und Soft Shops europaweit. Airfield wird weltweit in ca. 40 Ländern vertrieben.
Am 7.500 Quadratmeter großen Firmensitz in Seewalchen sind die Bereiche Design, Produktion, Marketing, Vertrieb, E-Commerce, die Verwaltung, das Logistikzentrum und der Kundenservice untergebracht. Während die Entwicklung, der Entwurf sowie Endkontrolle und Vertrieb in Seewalchen stattfinden, werden Produkte der Moser-Unternehmens, darunter auch Airfield-Kleidung, in Osteuropa und Asien gefertigt. Jährlich werden ca. 900.000 Kleidungsstücke für Kinder und Erwachsene produziert. Das Unternehmen beschäftigt ca. 230 Mitarbeiter in Österreich, Deutschland, der Schweiz und den Niederlanden. Weitere Mitarbeiter sind in den Vertriebsagenturen und Vertriebspartnern in Europa, Asien und Kanada beschäftigt.
Im März 2021 kündigte das Unternehmen die Teilnahme am Fur Free Retailer Program (FFRP) an.